# アイドルパンチ
『アイドルパンチ』は、1981年4月4日から1985年3月30日までテレビ朝日で放送された歌謡バラエティ番組である。放送時間は毎週土曜 17:00 - 17:30 （日本標準時）。

## 概要
アイドル歌謡曲をメインにしていた番組。
建て替えられる前の原宿アッシュイベントホールから、主に放送されていた。
ビートたけし出演期間中の1983年には、「女性アイドルばかりが出る番組にむさ苦しい男達を入れてみよう」との趣旨のもと、たけし軍団が以下のゲームに挑戦する「たけし軍団コーナー」を設けていた。また、たけし軍団は本番組がテレビ初出演となった。
- 人間ひしゃく - プールの水を口ですくい、その水の量を競う。
- 人間バズーカ - ピッチングマシンから発射される軟球をひたすらよけながら傾斜地の頂上を目指す。
- 田んぼシリーズ - レンコンを育てる蓮田で野球やラグビーをする。

## 出演者

### 司会
- B&B（1981年4月 - 1982年3月）
- 春風亭小朝（1981年4月 - 1981年9月）
- ビートたけし（1982年4月 - 1983年9月）
- 片岡鶴太郎（1983年10月 - 1985年3月）

### アシスタント
- 中原理恵（1981年4月 - 1983年3月）
- 竹内蛍子（1983年4月 - 1983年9月）
- すがぬま伸（1983年4月 - 1983年9月）
- 鳥越マリ（1983年10月 - 1985年3月）
- 南美希子（当時テレビ朝日アナウンサー、1983年10月 - 1985年3月）

### ナレーター
- 岩尾良二

## スタッフ
1982年4月から1983年9月までのデータ。
- 作・構成：アイドル工房、小山泰雄
- 演奏：コンソレーション
- 技術：菊田英雄
- カメラ：海老谷充
- 音声：斉藤博之
- 照明：目時威邦
- カラー調整：岩佐博
- VTR：久保一昭
- 音響効果：半藤徹
- 編集：伊五沢守雄（東洋現像所ビデオセンター、現・IMAGICA）
- 美術デザイン：草間康雄（テレビ朝日）
- 美術進行：佐藤隆男
- 技術協力：東通
- ディレクター：森昌行
- 制作担当：小松健容
- 演出：上村達也
- プロデューサー：北村英一（テレビ朝日）
- 企画・制作：皇達也
- 制作協力：スーパープロデュース（現・クリエイティブ30）
- 制作著作：テレビ朝日

## ネット局
- テレビ朝日（キー局）：土曜 17:00 - 17:30
- 北海道テレビ：土曜（金曜深夜）0:05 - 0:35（1981年4月10日 - 1981年9月）→ 土曜 7:15 - 7:45（1981年10月 - 1984年9月）→ 土曜 6:30 - 6:55（1984年10月 - 1985年3月30日）[2]
- 秋田放送：日曜 12:30 - 13:00[3]
- 東日本放送：土曜 17:00 - 17:30（1981年6月 - 1982年10月）→ 土曜 7:15 - 7:45（1982年11月から）[4]
- 福島放送：土曜 17:00 - 17:30（1981年9月のサービス放送から）[5]
- 新潟テレビ21：土曜 17:00 - 17:30（1983年10月開局から）[6]
- 静岡けんみんテレビ（現・静岡朝日テレビ）：土曜 15:25 - 15:55[7]
- 名古屋テレビ：日曜 6:30 - 7:00
- 朝日放送：土曜 6:33 - 7:00[8]
- 広島ホームテレビ：土曜 15:00 - 15:25[9] → 日曜6:34 - 7:00[10]
- 瀬戸内海放送：日曜 24:05 - 24:35（1981年4月時点）[11] → 土曜 6:30 - 7:00（1983年9月時点）[12] → 土曜 17:00 - 17:30
- 南海放送：木曜 19:00 - 19:30（1982年11月時点）[13]
- 九州朝日放送：土曜 23:15 - 23:45
- 長崎放送：土曜 16:30 - 17:00（1982年11月時点）[14]
- テレビ大分：土曜 16:55 - 17:25[15]
- 鹿児島放送：水曜（火曜深夜）0:25 - 0:55[16]